# Речни миноловац класе Нештин
Речни миноловци класе Нештин (РМЛ) резултат су домаће памети, пројектовани су у Бродарском институту Ратне морнарице. Ови бродови су пројектовани са основном наменом за разминирање речних пловних путева и лука од мина као и минирање речних пловних путева и лука. Изграђени су од специјалне легуре алуминијума за бродоградњу ALMg4,5Mn. Речни миноловци класе Нештин су замена за речне миноловце типа "301" који су се ближили уласку у распрему.
Речни миноловци класе Нештин грађени у бродоградилишту Бродотехника у Београду. Изграђено је седам миноловаца за потребе Речне флотиле.
У исто време је произведено још девет пловних јединица за извоз. Шест пловних јединица за потребе Мађарске речне флотиле и три пловне јединице за потребе Ирачке флоте.

## Историја
Серија од шест речних миноловаца (РМЛ) са ознакама од РМЛ-331 до РМЛ-336 израђена је у бродоградилишту Бродотехника у Београду од 1976. до 1980. под развојном шифром С-25/Б-47. године и у оперативну употребу су увођени од 1976. до 1980. године.
- РМЛ-331 Нештин (повучен из употребе)
- РМЛ-332 Тител (бивша Мотајица)
- РМЛ-333 Белегиш (продат туристичкој агенцији)
- РМЛ-334 Босут (повучен из упоребе и предат у отпад)
- РМЛ-335 Апатин (бивши Вучедол)
- РМЛ-336 Ђердап
- РМЛ-341 Нови Сад (у употреби од 1999)
- РМЛ-342 (започет али није завршен)

Серија од два речна миноловаца (РМЛ) са ознакама РМЛ-341 и РМЛ-342 израђена је у бродоградилишту Бродотехника у Београду под развојном шифром С-25. Миноловац РМЛ-341 Нови Сад спуштен је у воду 1996. а уведен у оперативну употребу 1999. године. За разлику од претходника, он има јаче артиљеријско наоружање, два четвороцевна оруђа калибра 20 mm. Градња речног миноловца РМЛ-342 је започета али није завршен.
После реорганизације Војске Србије 2006. године, у Речној флотили су остала четири речна миноловца у улози универзалних бродова за контролу речних токова. У наоружању су бродови: РМЛ-332 „Тител“, РМЛ-335 „Апатин“, РМЛ-336 „Ђердап“ и РМЛ-341 „Нови Сад“. Сва четири брода учествовала су у војној вежби „Плави одговор 2014”.
Из употребе су повучени бродови: РМЛ-333, РМЛ-334, РМЛ-331

## Опис и карактеристике
Речни миноловци класе Нештин су пројектовани са основном наменом за разминирање речних пловних путева и лука од мина као и минирање речних пловних путева и лука. Изграђени су од специјалне легуре алуминијума за бродоградњу ALMg4,5Mn.
После реорганизације Војске Србије 2006. године, у Речној флотили су остала четири речна миноловца у улози универзалних бродова за контролу речних токова као речни вишенаменски бродови са наменом да се користе за противтерористичка дејства, са тежиштем на заштити инфраструктуре и бродова у рејонима базирања и садејство са јединицама КоВ у откривању и уништавању терористичких група у захвату унутрашњих пловних путева, затим за обезбеђење сигурности пловидбе и спасавање на реци.

### Тактичко-техничке карактеристике
| Речни миноловац класе Нештин                          | Речни миноловац класе Нештин |
| Карактеристика                                        | Опис карактеристике |
| ----------------------------------------------------- | --- |
| Намена                                                | користе се за противтерористичка дејства, са тежиштем на заштити инфраструктуре и бродова у рејонима базирања и садејство са јединицама КоВ у откривању и уништавању терористичких група у захвату унутрашњих пловних путева, затим за обезбеђење сигурности пловидбе и спасавање на реци. |
| Могућност превожења                                   | 6 тона терета или 80 војника са опремом |
| Посада                                                | 17 чланова |
| Максимална брзина                                     | 26 km/h |
| Максимална низводна брзина                            | 24 km/h |
| Максимална узводна брзина                             | 18 km/h |
| Аутономија                                            | 2 дана |
| Депласман                                             | |
| Стандардни                                            | 61 т |
| Пуни                                                  | 78 т |
| Погонска група                                        | |
| Погонски мотори                                       | два дизел-мотора торпедо - Б-539РМ/2, снаге сваки по 121 kW |
| Пропулзори                                            | два осовинска вода са пропелерима са фиксним крилима |
| Димензије                                             | |
| Дужина                                                | 26,94 m |
| Ширина                                                | 6,48 m |
| Висина                                                | 2,68 m |
| Газ на прамцу                                         | 1,08 m |
| Наоружање                                             | |
| Топ ПВО четвороцевни                                  | 1 x 20/IV mm М75; РМЛ-341 - 2 x 20/IV |
| Топ ПВО једноцевни                                    | 2 x 20 мм М71 |
| Лаки преносни ракетни систем ПВО                      | 1 x четвороструки лаки преносни ракетни систем ПВО стрела 2М |
| Опрема за размагнетисање брода                        | |
| Опрема за компензацију сопственог бродског магнетизма | 1 х АБС1 |
| Опрема за противминска дејства                        | |
| Механичка миноловка                                   | 1 х МДЛ-2Р |
| Понтонска електромагнетско -акустична миноловка       | 1 х ПЕАМ-1 |
| Акустична експлозивна миноловка                       | 1 х АЕЛ-1 |
| Укрцање и полагање мина                               | |
| Неконтактне мине                                      | 18 неконтактних мина АИМ-М82 или |
| Сидрене мине                                          | 24 сидрене мине Р-1 |
| Навигациона опрема                                    | |
| радар                                                 | Decca RM-1216 |

## Галерија
Миноловаци класе Нештин на Дунаву код Новог Сада током војне вежбе поводом ослобођења Новог Сада у 2. светском рату.
- 332 Тител
- 335 Апатин
- 336 Ђердап
- 334 Нови Сад
- 336 Ђердап и ДЈЧ-411

## Мађарска речна флотила
Мађарска речна флотила је 1981. године од Југославије добила шест речних миноловца класе Нештин који су грђени под развојном шифром С-25.
- АМ 11 Ујпешт
- АМ 12 Баја
- АМ 21 Сзазхаломбата[6]
- АМ 22 Обуда[7]
- АМ 31 Дунајварош[8]
- АМ 32 Дунафелдвар[9]

Три речна миноловца класе Нештин: Обуда, Дунајварош и Дунафелдвар су још увек оперативни и у саставу су 1. пука за уклањање експлозивних средстава и пуковније речне флотиле "Хонвед" Мађарских одбрамбених снага.

## Ирачка флота
За потребе Ирачке флоте Југославија је 1980. године у Ираку доставила три миноловца класе Нештин који су изграђена под развојном шифром С-25. Сви су преживели иранско-ирачки рат и операцију Пустињска олуја. Након 1991 били су у великој мери неактивни. Два миноловца су потонула током инвазије на Ирак 2003, а трећи је заробљен у оштећеном стању од стране британских војника и отеран у отпада.
Од 2004. године, класа Нештин није више у служби ирачке морнарице.